# Рушевине цркве Јовча
Рушевине цркве Јовча се налазе насељеном месту Бостане на територији општине Ново Брдо, на Косову и Метохији. Име је добила о Сасима, рударима који су радили у руднику. Представљају непокретно културно добро као споменик културе.

## Назив и прошлост
Назив цркве Јовча потиче од имена ктитора или светитеља Јована коме је црква била посвећена. Подигнута је крајем 14. или почетком 15. века, а порушена је у 16. веку. Црква Јовча је једна од четири градске цркве које су припадале Новом Брду, највећем рударском месту и најзначајнијем урбаном средишту у средњовековној Србији.

## Архитектура
Црква је мањих димензија правоугаоне основе са апсидом изнутра полукружном, а споља тространом. Црква је јендобродна грађевина димензија 14,30 х 6,90 м и дебљине зидова 65 до 70 цм. Подигнута је од притесаног камена, сиге и црвене брече који су везивани кречним малтером. Под је био поплочан каменим плочама неправилног облика, а само у олтарском делу плоче су биле правилно сложене. Сачуван је и део каменог постоља часне трпезе. Орнаментисани камени фрагменти припадају пластичној декорацији Моравске школе.

## Основ за упис у регистар
Одлука о утврђивању остатака цркве Јовча за археолошко налазиште, бр. 1435 (Сл. гласник РС бр. 51 од 13. 11. 1997). Закон о културним добрима (Сл. гласник РС бр. 71/94)